# Dendostrea senegalensis
Dendostrea senegalensis is een tweekleppigensoort uit de familie van de Ostreidae. De wetenschappelijke naam van de soort is voor het eerst geldig gepubliceerd in 1791 door Gmelin.